# 宝瓶座39
宝瓶座39，又名BD-14 6229，HD 210705、SAO 164923、HR 8462，是宝瓶座的一颗恒星，视星等为6.03，位于銀經44.03，銀緯-50.82，其B1900.0坐标为赤經22h 7m 2.2s，赤緯-14° -50.82′ 11″。